# Nozarego
Nozarego è una frazione di 22 abitanti del comune di Santa Margherita Ligure, nella città metropolitana di Genova.

## Geografia fisica
La località è sita a 151 m sul livello del mare.

## Storia
La comunità di Nozarego seguì pressoché le vicissitudini storiche dell'odierno capoluogo comunale. Già inserito nel Capitaneato di Rapallo dal 1608, all'interno della Repubblica di Genova, con l'avvento della dominazione napoleonica di fine XVIII secolo (Repubblica Ligure) la località divenne municipalità semplice - dal 1798 al 1799 - del IV cantone di San Giacomo della Corte.
La municipalità di Nozarego venne poi soppressa e incorporata in quella di San Giacomo che, con il Primo Impero francese, a partire dal 1812 andò a costituire - assieme a Santa Margherita - il comune di Porto Napoleone.
Con il Regno di Sardegna il nome cambiò in Santa Margherita di Rapallo e nell'odierno Santa Margherita Ligure (1864) con Nozarego allo status di frazione assieme a Paraggi e a San Lorenzo della Costa.

## Monumenti e luoghi d'interesse

### Architetture religiose
- Chiesa parrocchiale di Santa Maria Assunta - santuario di Nostra Signora del Carmine. Così come la chiesa di San Giacomo di Corte anche la parrocchiale di Nozarego fu sottoposta anticamente all'abbazia colombaniana di San Fruttuoso. Seguì pertanto le stesse vicende storiche-religiose della comunità di Corte. Eletta a prevostura nel 1919 assunse l'intitolazione a santuario di Nostra Signora del Carmine dal 1º novembre del 1947.
- Chiesa di Nostra Signora del Suffragio. Primo luogo di culto della frazione, le prime notizie sulla chiesa risalgono al 2 luglio 1413[2] con l'elezione del parroco don Bartolomeo Guarello. Con l'edificazione della parrocchiale di Santa Maria Assunta l'annessa chiesa del Suffragio divenne chiesa sussidiaria. La struttura si presenta ad un'unica aula rettangolare, priva di decorazioni o raffigurazioni pittoriche, addossata al corpo principale della parrocchiale di Nozarego.